# Oakland, Illinois
Oakland är en ort i Coles County i delstaten Illinois, USA.